# Streetfighter

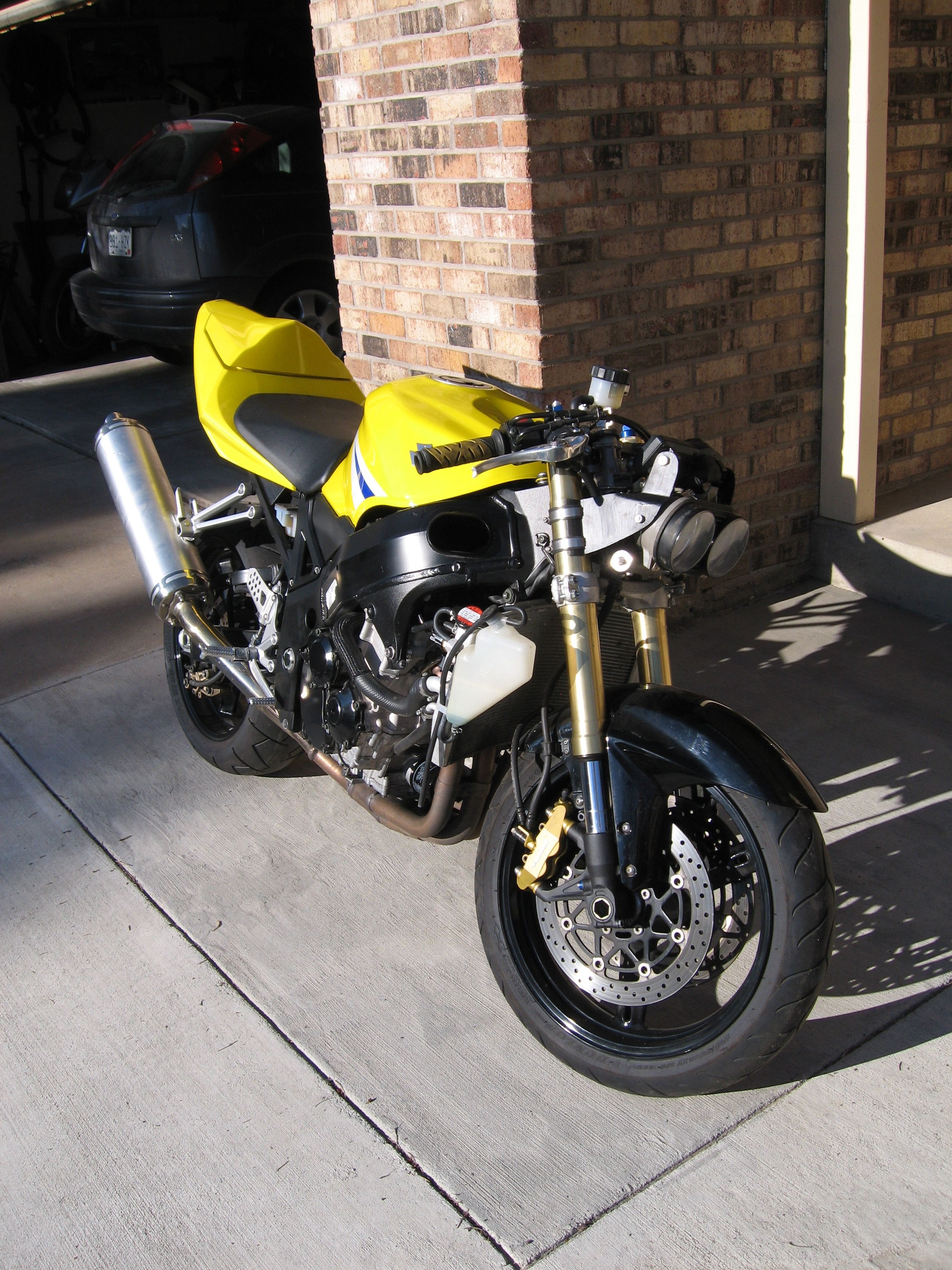
2005 Suzuki GSX-R600 Streetfighter

Uma streetfighter (em inglês significa brigador de rua) é uma motocicleta preparada e customizada para rachas em centros urbanos.

## Características
Inicialmente as street fighters eram motos antigas que recebiam upgrades com peças modernas, como freios, suspensões e rodas, além de preparação dos motores, com o intuito de continuarem competitivas diante das motos mais novas. Essa moda se evidenciou no inicio dos anos 2000, porém perdeu suas características para algumas motos de série.
Geralmente são removidas grandes partes como carenagem, e incluídas outras peças como protetores lateral, resultando em uma motocicleta de estilo agressivo.
Esta categoria, assim como equipamento de wheelie, enquadram-se motos sem carenagem, mas com motor derivado de motos esportivas. Este nome surgiu em apostas de quem chegaria primeiro a um determinado local na cidade, utilizando-se motos superesportivas, sem carenagens para no caso de uma queda os prejuízos serem menores, daí o termo brigona de rua. 
Em 1993 a Ducati introduziu em sua linha de montagens uma naked chamada Monster.  Foi a primeira a observar e criar uma linha de produção com o estilo e também tornou-se o modelo favorito dos praticantes. Em 1994 seguindo a mesma linha, a Triumph introduziu a Daytona versão Streetfighter. As duas foram sucesso entre os entusiastas.